# A Single Woman
 (mars 2017).
Si vous disposez d'ouvrages ou d'articles de référence ou si vous connaissez des sites web de qualité traitant du thème abordé ici, merci de compléter l'article en donnant les références utiles à sa vérifiabilité et en les liant à la section « Notes et références ».
Albums de Nina Simone
Live at Ronnie Scott's
(1987)
A Single Woman est un album de la chanteuse, pianiste et compositrice américaine Nina Simone (1933-2003). Paru en 1993, il s'agit de son dernier album officiel.

## Liste des titres
| 1.    | A Single Woman                 | Rod McKuen                                       | 3:34 |
| 2.    | Lonesome Cities                | Rod McKuen                                       | 3:08 |
| 3.    | If I Should Lose You           | Ralph Rainger, Leo Robin                         | 3:59 |
| 4.    | The Folks Who Live on the Hill | Oscar Hammerstein II, Jerome Kern                | 3:40 |
| 5.    | Love’s Been Good to Me         | Rod McKuen                                       | 3:57 |
| 6.    | Papa, Can You Hear Me?         | Alan Bergman, Marilyn Bergman, Michel Legrand    | 4:23 |
| 7.    | Il n'y a pas d'amour heureux   | Louis Aragon, Georges Brassens                   | 6:25 |
| 8.    | Just Say I Love Him            | Jimmy Dale, Martin Kalmanoff, Jack Val, Sam Ward | 4:29 |
| 9.    | The More I See You             | Mack Gordon, Harry Warren                        | 2:42 |
| 10.   | Marry Me                       | Nina Simone                                      | 2:47 |
| 39:06 |                                |                                                  |      |

| Titres supplémentaires - Réédition 2008 | Titres supplémentaires - Réédition 2008            | Titres supplémentaires - Réédition 2008 | Titres supplémentaires - Réédition 2008 | Titres supplémentaires - Réédition 2008 | Titres supplémentaires - Réédition 2008 | Titres supplémentaires - Réédition 2008 | Titres supplémentaires - Réédition 2008 | Titres supplémentaires - Réédition 2008 | Titres supplémentaires - Réédition 2008 |
| No                                      | Titre                                              | Auteur                                  | Durée                                   |                                         |                                         |                                         |                                         |                                         |                                         |
| --------------------------------------- | -------------------------------------------------- | --------------------------------------- | --------------------------------------- | --------------------------------------- | --------------------------------------- | --------------------------------------- | --------------------------------------- | --------------------------------------- | --------------------------------------- |
| 11.                                     | The Long and Winding Road                          | John Lennon, Paul McCartney             | 3:36                                    |                                         |                                         |                                         |                                         |                                         |                                         |
| 12.                                     | I’m Gonna Sit Right Down and Write Myself a Letter | Fred E. Ahlert, Joe Young               | 2:55                                    |                                         |                                         |                                         |                                         |                                         |                                         |
| 13.                                     | Baseball Boogie                                    | Nina Simone                             | 0:57                                    |                                         |                                         |                                         |                                         |                                         |                                         |
| 14.                                     | No Woman, No Cry                                   | Bob Marley                              | 3:16                                    |                                         |                                         |                                         |                                         |                                         |                                         |
| 15.                                     | Do I Move You?                                     | Nina Simone                             | 3:21                                    |                                         |                                         |                                         |                                         |                                         |                                         |
| 16.                                     | The Times They Are A-Changin’                      | Bob Dylan                               | 0:58                                    |                                         |                                         |                                         |                                         |                                         |                                         |
| 17.                                     | Sign o' the Times                                  | Prince                                  | 5:37                                    |                                         |                                         |                                         |                                         |                                         |                                         |
| 59:45                                   |                                                    |                                         |                                         |                                         |                                         |                                         |                                         |                                         |                                         |

## À propos de...

### Sur les morceaux de cet album
- The Folks Who Live on the Hill est dédié au premier ministre de la Barbade avec qui Nina a eu une relation amoureuse à la fin des années 1970.
- Marry Me est un morceau écrit par Nina Simone.
- Papa, Can You Hear Me? est un morceau généralement plus connu dans la version de Barbra Streisand.
- No woman no cry est une reprise d'une chanson de Bob Marley[6]

### La couverture de l'album
- La robe que Nina porte est de Christian Dior[7].
- La photo de Nina Simone qui figure sur le livret de la pochette CD a souvent été reprise à l'occasion de sa mort en 2003, à l'âge de 70 ans. Nina y porte un turban dorée, est assise sur une chaise et porte la robe de Dior.

## Crédits

### Membres du groupe
- Nina Simone : chant, piano
- John Chiodini, Al Schackman : guitare
- John Clayton, Buell Neidlinger, Christopher Hanulik, David Young, Jim Hughart, John Peña, Margaret Storer, Steve Edelman, Susan Ranney : basse
- Mike Melvoin : piano
- Jeff Hamilton, Paul Robinson, André Fischer : batterie
- Bill Summers, Larry Bunker, Darryl Munyungo Jackson : percussions
- Gerald Albright : saxophone ténor
- Jack Sheldon : trompette
- Frank Marocco : accordéon
- Ann Stockton, Carol Robbins : harpe
- Assa Drori, Connie Kupka, Gina Kronstadt, Gordon Marron, Henry Ferber, Irving Geller, Isabelle Daskoff, Israel Baker, Jay Rosen, Joel Derouin, Kathleen Lenski, Mari Tsumura, Mark Cargill, Shari Zippert, Yvette Devereaux : violon
- David Speltz, Frederick Seykora, Igor Horoshevsky, Marie Fera, Melissa Hasin, Suzie Katayama : violoncelle
- Gerald Vinci : premier violon, violon
- Evan Wilson, Herschel Wise, Margot MacLaine, Marilyn Baker, Rollice Dale : alto
- Bob Tricarico, Earl Dumler, Gary Foster, Jack Nimitz, Jeff Clayton, Jon Kip, Valerie King : bois
- Brad Warnaar, Jeff DeRosa, Marilyn Johnson, Richard Todd : cor d'harmonie

### Équipes technique et production
- Production : Andre Fischer
- Producteur délégué : Michael Alago
- Arrangements : Jeremy Lubbock, John Clayton, Richard Evans, Nina Simone, Andre Fischer
- Mixage, enregistrement : Al Schmitt
- Mastering : Doug Sax
- Artwork : Robin Lynch
- Photographie : Carol Friedman